# Fibulocoela indica
Fibulocoela indica är en svampart som beskrevs av Nag Raj 1978. Fibulocoela indica ingår i släktet Fibulocoela, klassen Agaricomycetes, divisionen basidiesvampar och riket svampar.   Inga underarter finns listade i Catalogue of Life.